# Nakafurano, Hokkaidō
Nakafurano (中富良野町 Nakafurano-chō) là thị trấn thuộc huyện Sorachi, phó tỉnh Kamikawa, Hokkaidō, Nhật Bản. Tính đến ngày 1 tháng 10 năm 2020, dân số ước tính thị trấn là 4.733 người và mật độ dân số là người/km2. Tổng diện tích thị trấn là 108,70 km2.